# Louise Halvardsson
Denna artikel behandlar författaren Louise Halvardsson. För basketspelaren se Louice Halvarsson.
Louise Halvardsson, född 1982 i Nässjö, är en svensk författare och estradpoet.

## Priser och utmärkelser
- Slangbellan, 2007 (för Punkindustriell hårdrockare med attityd)